# Morsø (općina)
Morsø je općina u danskoj regiji Sjeverni Jutland.

## Zemljopis
Općina se nalazi u zapadnom dijelu poluotoka Jutlanda, prositire se na 367,67 km2.

## Stanovništvo
Prema podacima o broju stanovnika iz 2010. godine općina je imala 21.833 stanovnika, dok je prosječna gustoća naseljenosti 59,4 stan/km2. Središte općine je grad Nykøbing Mors.

### Veća naselja
| Veća naselja u općini |               |                    |
| Br.                   | Naselje       | Stanovnika (2010.) |
| 1.                    | Nykøbing Mors | 9.172              |
| 2.                    | Øster Jølby   | 656                |
| 3.                    | Sundby        | 507                |
| 4.                    | Vils          | 462                |
| 5.                    | Erslev        | 425                |
| 6.                    | Sejerslev     | 394                |
| 7.                    | Karby         | 293                |
| 8.                    | Frøslev       | 281                |
| 9.                    | Redsted       | 260                |
| 10.                   | Tødsø         | 260                |

## Vanjske poveznice
- Službena stranica općine